# Humphrey Stafford, conte di Stafford
Humphrey Stafford (1425 – 22 maggio 1458) è stato un nobile inglese ed ebbe il titolo di cortesia di conte di Stafford.

## Biografia
Era figlio di Humphrey Stafford, I duca di Buckingham e della consorte Anne Neville, figlia di Ralph Neville.
Nacque come figlio primogenito e quindi erede del ducato di Buckingham di cui era titolare il padre. Tramite i genitori discendeva dalle più nobili famiglie inglesi: dai Neville, dai Beaufort e dai Plantageneti, essendo quindi strettamente imparentato con la famiglia reale regnante.
Humphrey sposò Margaret Beaufort, figlia di Edmund Beaufort, II duca di Somerset e di Eleanor Beauchamp. Il matrimonio costituiva un ulteriore legame tra le famiglie necessario durante la guerra delle due rose, il conflitto dinastico che stava lacerando il regno.
La coppia ebbe un solo figlio:
- Henry (4 settembre 1455 – 2 novembre 1483).

Humphrey combatté sotto il comando di suo suocero dalla parte dei Lancaster durante la prima battaglia di St Albans. Rimase gravemente ferito nello scontro ma riuscì a sopravvivere. Morì tre anni più tardi di peste.
Suo figlio divenne conte di Stafford e successivamente duca di Buckingham alla morte del nonno nel 1473.